# Cryptochirus edmonsoni
Cryptochirus edmonsoni är en kräftdjursart som beskrevs av Antoinette Fize och Serene 1955. Cryptochirus edmonsoni ingår i släktet Cryptochirus och familjen Cryptochiridae. Inga underarter finns listade i Catalogue of Life.